# 秃发虎台
秃发虎台（4世紀—423年），南凉宗室，河西鲜卑人，是南凉国王秃发傉檀的儿子。

## 生平
408年十一月，秃发傉檀即位凉王。立世子秃发虎台为太子。411年，吐谷浑国君树洛干讨伐南凉，打败了秃发虎台。八月，西秦平昌公乞伏炽磐的大军渡过金城河，秃发傉檀派遣太子秃发虎台在岭南地区迎战乞伏炽磐以及中军将军乞伏审虔，秃发虎台被打得大败。
414年，乙弗等部落都背叛了南凉，秃发傉檀对太子秃发虎台说：“沮渠蒙逊刚回去，不会再来。值得忧虑的只有乞伏炽磐。但乞伏炽磐兵少，容易抵抗，你要小心守卫乐都，我不超过一月定能回来。”于是率领七千名骑兵去袭败乙弗。乞伏炽磐听说这个消息，率步兵、骑兵二万人袭击乐都。秃发虎台依城拒敌。南凉抚军从事中郎尉肃向进言秃发虎台：“外城太大难守，殿下不如把国人聚集守卫内城，我率领汉人在外城坚持迎战敌人，可能不会取胜，但也可保存自己。”秃发虎台说：“乞伏炽磐这个小贼，早晚要逃走，何必这么深深忧虑！”秃发虎台怀疑汉人有其他想法，把汉人中有名望勇谋的全部召进内城软禁。秃发虎台对孟恺说：“我怎能不知道你的忠诚笃厚，害怕的只是别人出现意外，让你们去安定人心。”南凉灭亡，西秦王乞伏炽磐进入南凉国都乐都，把秃发虎台和南凉的文武官员、百姓一万多户强行迁移到复枹罕。南凉唯独驻守在浩亹的尉贤政坚守城池，不肯出降。乞伏炽磐命令秃发虎台亲手写信让他投降，尉贤政说：“汝为储副，不能尽节，而缚于人，弃父忘君，堕万世之业，贤政义士，岂效汝乎！”等到他听说秃发傉檀已经到左南城，这才投降。乞伏炽磐立秃发虎台的妹妹为王后，左夫人。
415年，乞伏炽磐将秃发傉檀秘密毒死。秃发王后和秃发虎台得知父亲的死因后，密谋杀死乞伏炽磐替父亲报仇。423年十月，受宠于乞伏炽磐的秃发左夫人泄漏了哥哥姐姐的密谋，乞伏炽磐将秃发兄妹处死。